# 布帛税
布帛税（ポベクセ、ふはくぜい）は、李氏朝鮮において布を貨幣として利用する（布貨）際に国に納めた租税のこと。

## 概要
布（布帛）を貨幣とする布貨は、太宗10年（1410年）の楮貨復活とともに禁止されていたが、太宗15年（1415年）に布帛税の納税を条件として布貨の使用が再度認められることとなった。
布帛を布貨として使用するにおいて国の検閲が必要となり、その検閲費用として布帛税を徴収することとしたのである。布帛税の徴収額は布貨として使用する布帛の額の30分の1であった。布帛税の納税が必要であるにも拘わらず、民衆は流通において楮貨より布貨の方を好んだ。
布帛税を取り入れる過程で、楮貨1枚未満の金額の処理をするため銅銭の鋳造をすべきとの意見が戸曹より建議され、これを受けた太宗は朝鮮通宝の鋳造を命じた。しかし、司諫院の意見と楮貨暴落により太宗治世中での朝鮮通宝の鋳造計画は中止された。